# Stictoptera albivertex
Stictoptera albivertex är en fjärilsart som beskrevs av Embrik Strand 1917. Stictoptera albivertex ingår i släktet Stictoptera och familjen nattflyn. Inga underarter finns listade i Catalogue of Life.